# 九四式四号甲無線機
九四式四号甲無線機（きゅうよんしきよんごうこうむせんき）は、大日本帝国陸軍が開発した近距離通信用無線機である。通信距離は約7kmで通信機能は無線電話および電信である。全備重量44kg、駄馬1頭で2機が運搬可能であり、また兵員3名で1機の分担携行ができた。
砲兵部隊用装備として昭和5年度から研究を開始し、携帯用小無線通信機とされた。研究方針は砲兵部隊内において無線電話と電信連絡用に用いられること、性能として無線電話通信1km、電信通信2kmの通信距離を確保すること、兵員2名が徒歩で運搬し使用できることが決定された。この仕様ではまず超短波通信機が開発された。送信能力と周波数範囲、各種地形下での通達性能を試験し、超短波機の準備研究は大部分が達成された。
昭和6年、十三号甲（砲兵用）無線電話機として研究を続けた。研究方針は、砲兵部隊内の電話連絡用であること、超短波を用いること、通信距離は2km、容易に運搬できることだった。
昭和7年、方針を変更。用途は砲兵隊の短距離電話通信用で中短波を用いること、通信距離は2kmから3km、運搬が軽易なこと、副通信方法として電信を追加することが決められた。
昭和8年、通信距離を6kmから7kmとするよう改められた。同年9月、試作器材を陸軍野戦砲兵学校の演習で試用した。ここでは実用に適するという評価が下された。
昭和9年2月、満州北部での冬期試験を実施。結果は性能が優秀であること、酷寒期の使用が支障ないこと、取扱いはおおむね便利であること、一部改修のほか実用に適すると評価された。同月、運搬法を1機1馬から2機1馬と変更。6月には改修した器材を陸軍野戦砲兵学校が試験し、実用に適すると判定した。9月、満州北部で雨期および炎熱試験を実施、結果、機能優秀であること、取扱いが容易で無線通信手の教育が短期に行えること、おおむね実用に適することが判明した。
昭和10年3月、兵器採用検査の実績から短期に製造可能であると確認された。10月には陸軍技術本部に本無線機への意見を求め、異論がないことから仮制式制定の上申が認められた。12月、上申が行われた。

## 構成
この無線機は通信装置、発電装置、属品と材料で構成される。さらに通信装置は通信機、付属品、予備品と材料で構成され、通信機は送信部と受信部の2部分で組み立てられていた。
通信機内容
- 送信部・水晶制御または主発振によって無線電話と電信送信を行う。周波数範囲は900から2,000キロサイクル毎秒。また4,000から5,000キロサイクル毎秒の周波数範囲で通信が行われた。
- 受信部・拡大と検波機能を持つ。周波数範囲は受信部と同様である。
- 付属品・送受話器、携帯電圧計など。
- 予備品・交換用部品。
- 他材料

発電装置内容
- 手廻発電機・一人手廻式全閉型直流発電機で定格出力は20.5ワット、定格電圧は高圧250ボルト、低圧6ボルト、定格電流は高圧65ミリアンペア、低圧700ミリアンペア、回転数はハンドル側が70回転毎分、電機子側が5,200回転毎分である。
- 付属品・接続紐など。
- 材料

付属品内容
- 空中線材料嚢、照明用具として携帯式の小型電灯、手入れ用具。そのほか箱1組に全器具を収納し、輜重用十五年式駄馬具で運搬した。

材料内容は空中線材料と補修材料だった。空中線は長さ15mで、これを高さ2mの電柱2本の間に張った。また地線として長さ約10mのワイヤーを地上に敷いた。